# Alsjösjön (Oskars socken, Småland)
Alsjösjön är en sjö i Nybro kommun i Småland och ingår i Hagbyåns huvudavrinningsområde. Sjön har en area på 0,139 kvadratkilometer och ligger 93 meter över havet. Sjön avvattnas av vattendraget Jansabäcken.

## Delavrinningsområde
Alsjösjön ingår i det delavrinningsområde (627831-150064) som SMHI kallar för Utloppet av Alsjösjön. Medelhöjden är 102 meter över havet och ytan är 14,27 kvadratkilometer. Det finns ett avrinningsområde uppströms, och räknas det in blir den ackumulerade arean 33,64 kvadratkilometer. Jansabäcken som avvattnar avrinningsområdet har biflödesordning 2, vilket innebär att vattnet flödar genom totalt 2 vattendrag innan det når havet efter 40 kilometer. Avrinningsområdet består mestadels av skog (74 procent) och öppen mark (14 procent). Avrinningsområdet har 0,14 kvadratkilometer vattenytor vilket ger det en sjöprocent på 1 procent.